# Velvet (rivista)
Velvet è stato un supplemento mensile del quotidiano Repubblica pubblicato dal 2006 al 2012. Si occupava di moda, costume e attualità e usciva nei primi quindici giorni del mese e veniva stampato su carta patinata. Per i primi anni è stata caratterizzata per l'adozione di un grande formato, una grafica di forte impatto e la cura attenta ai testi. Il primo numero di 580 pagine è uscito il 9 novembre 2006, con una tiratura di 500 000 copie. Velvet vendeva circa 100 000 copie al mese, festeggiando a fine 2010 l'uscita nº 50. A seguito di un restyling presentato il 16 febbraio 2011, con una nuova veste grafica e un nuovo formato ridotto del 15%, Velvet ha ridotto il formato e aumentato lo spazio per i temi di attualità, le inchieste, i personaggi. Il prezzo era di 2,50 euro (poteva essere comprato anche separatamente dal quotidiano). Esiste anche un archivio web dove è possibile trovare i numeri del magazine.
Velvet ha chiuso nel dicembre 2012.

## Redazione
Il direttore e fondatore di Velvet è stato Michela Gattermayer. Da luglio 2011 la direzione è passata a Daniela Hamaui, ex-direttore di D - la Repubblica delle donne e dell'Espresso. In redazione lavoravano Fabrizio Filosa, Rachele Bagnato e Laura Bianchi (moda), Elisabetta Muritti e Giovanni Ciullo (attualità, costume, celebrità), Serena Tibaldi e Donatella Genta (rubriche moda), Roberto Ciminaghi (rubriche uomo e casa), Angela Croce (bellezza). La veste grafica è curata da Joel Berg in collaborazione con Anna Cuppini.